# Helvella ephippium
Helvella ephippium (Joseph Henri Léveillé, 1841) din încrengătura Ascomycota în familia Helvellaceae și de genul Helvella este o ciupercă necomestibilă, fiind denumită în popor șaua piticului. Acest burete saprofit crește în grupuri în special pe sol calcaros, preferând o  împrejurime umedă și umbroasă. El se poate găsi în România, Basarabia și Bucovina de Nord  în  păduri mixte și de foioase printre mușchi. Apare de la câmpie la deal, dar nu în regiuni montane, din (iulie) august până în octombrie (noiembrie).

## Descriere

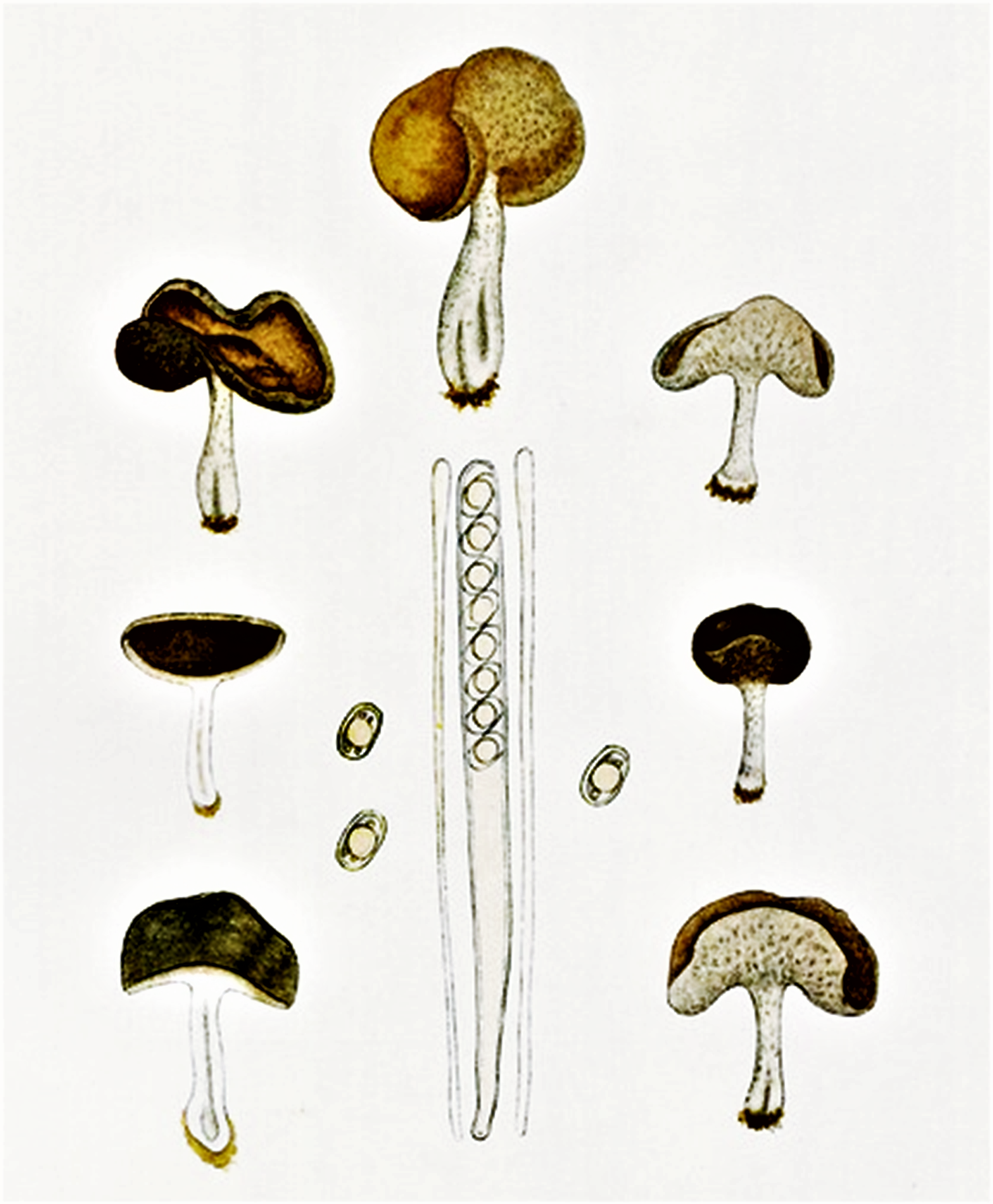
Bres,: Helvella ephippium

- Corpul fructifer: are un diametru de 2-5 (6) cm. Regiunea fertilă circulară este coriaceu-fragilă, fiind formată din doi lobi, slab ondulați, uscați, netezi și catifelați, cu un aspect caracteristic de șa și margini adesea puțin răsucite spre interior, mai târziu în sus. Suprafața sterilă exterioară variază în colorit de la maroniu deschis, peste gri-brun până la cenușiu-albăstrui, iar cea fertilă interioară este mereu mai deschisă în culoare ca cea exterioară, albicioasă până gri-brună, fiind granulată grosier sau fin pâsloasă. Tânăr seamănă cu un burete de genul Peziza.
- Piciorul: are o înălțime de 4-5 (7), și o grosime de 0,4-0.8 cm, este mai mult sau mai puțin cilindric, mai gros la bază și subțiat la vârf, în mijloc câteodată ușor umflat, cu o consistență ceva mai dură, fiind neted, nici brăzdat, nici ridat pe dinafară, interiorul fiind plin, o caracteristică foarte rară pentru această specie. Coloritul exterior este albicios până albicios-gălbui sau gri-brun și brumat granulos, la exemplare mai închise gri-albăstrui ca pălăria, dar de asemenea mai deschis. Nu este conectat cu pălăria.
- Carnea: este albicioasă, subțire, ceroasă și în picior numai puțin mai tare. Mirosul este imperceptibil, necaracteristic și gustul mai slab.
- Caracteristici microscopice: are spori elipsoidali, netezi și hialini (translucizi), cu o picătură uleioasă mare în mijloc, având o mărime de (16.3) 17.4 – 20.1 (21) x (10.9) 11 – 12.2 (12.8) microni. Pulberea lor este albă. Ascele lungi de 320–340 x 14–15 microni conțin fiecare câte 8 spori. Parafizele filamentoase (celule sterile între asce) măsoară 18.8 × 11.6 microni.[3][4]
- Reacții chimice: nu sunt cunoscute.[5]

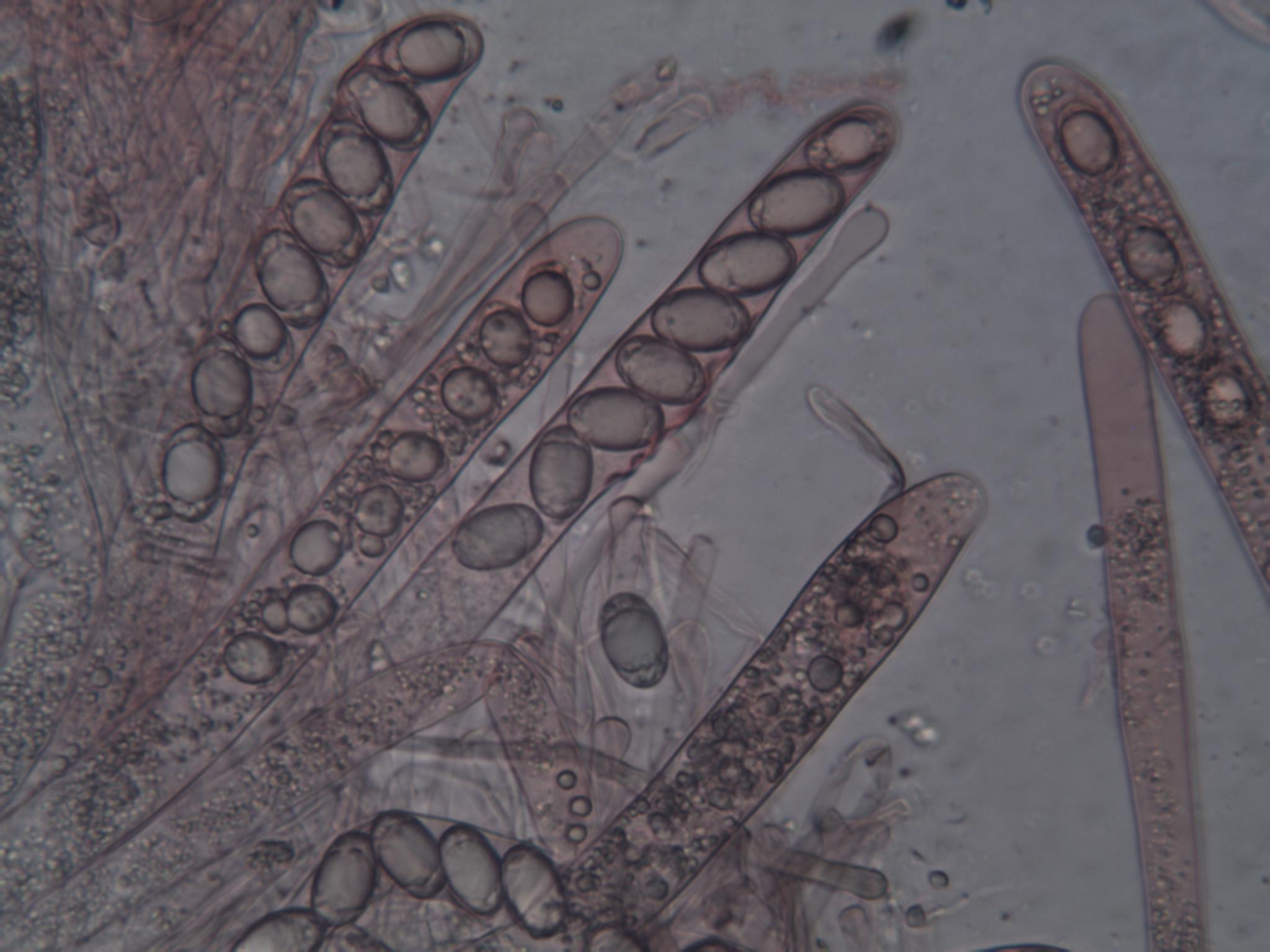
H. ephippium, Ascii cu spori
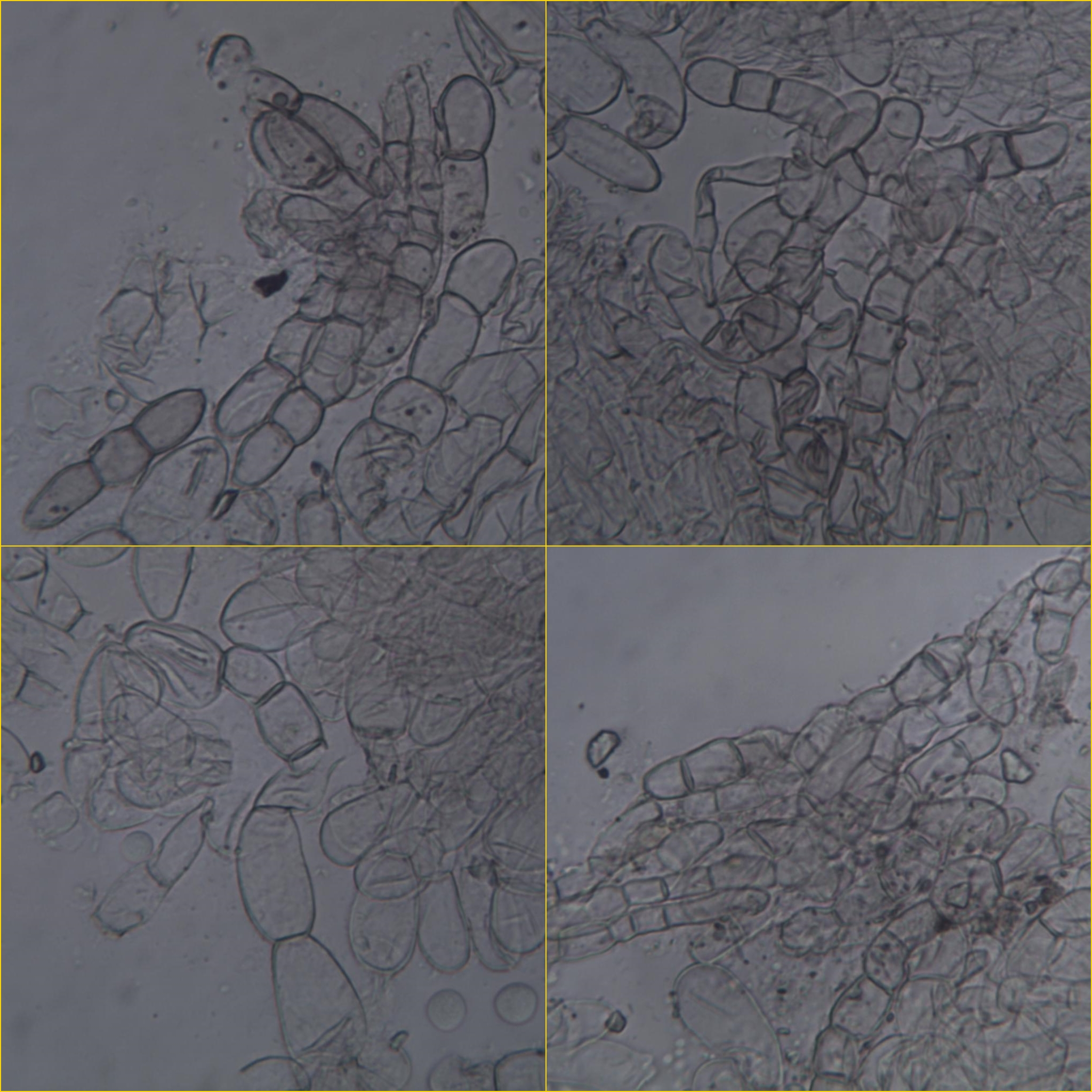
H. ephippium, spori
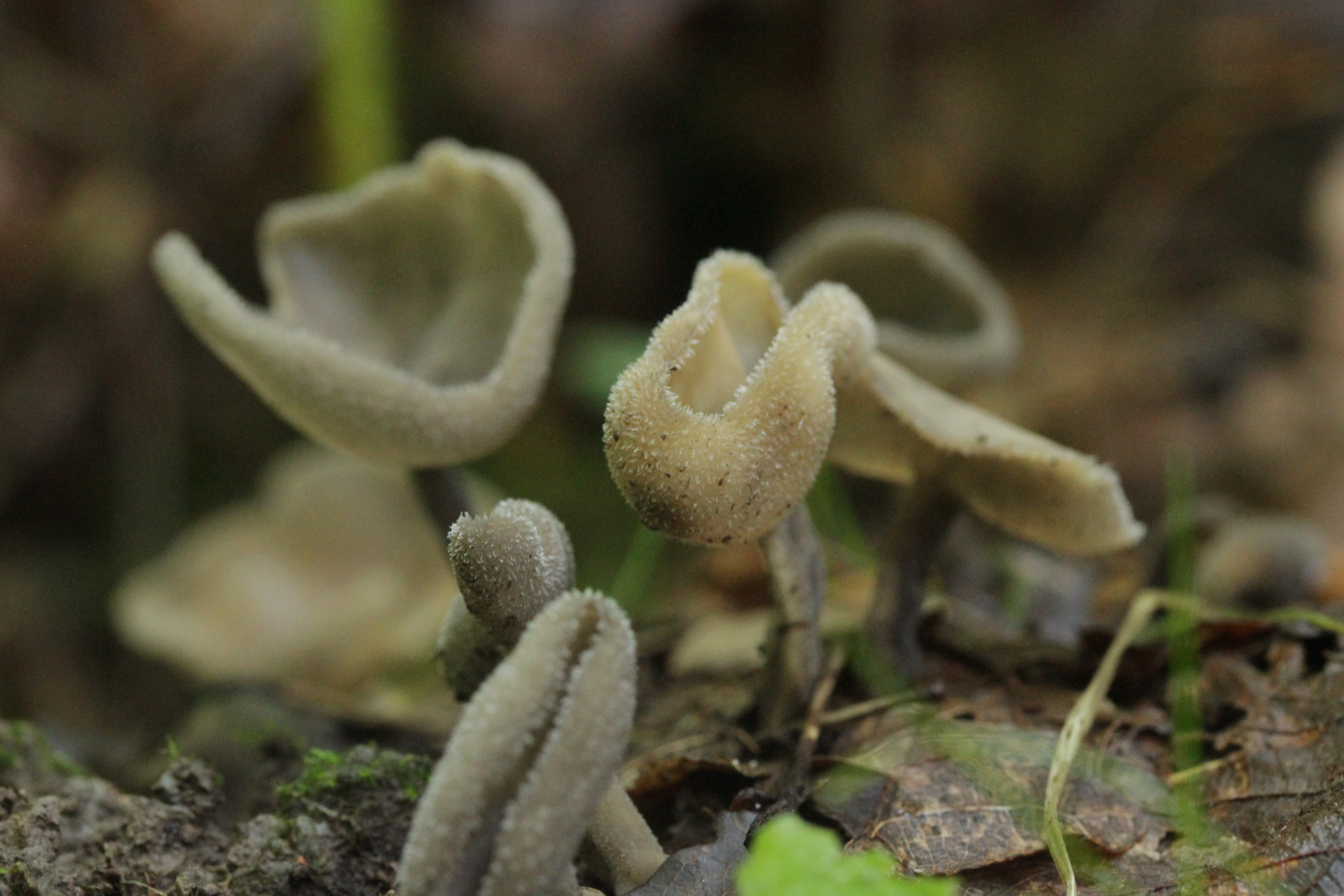
H. ephippium tinere
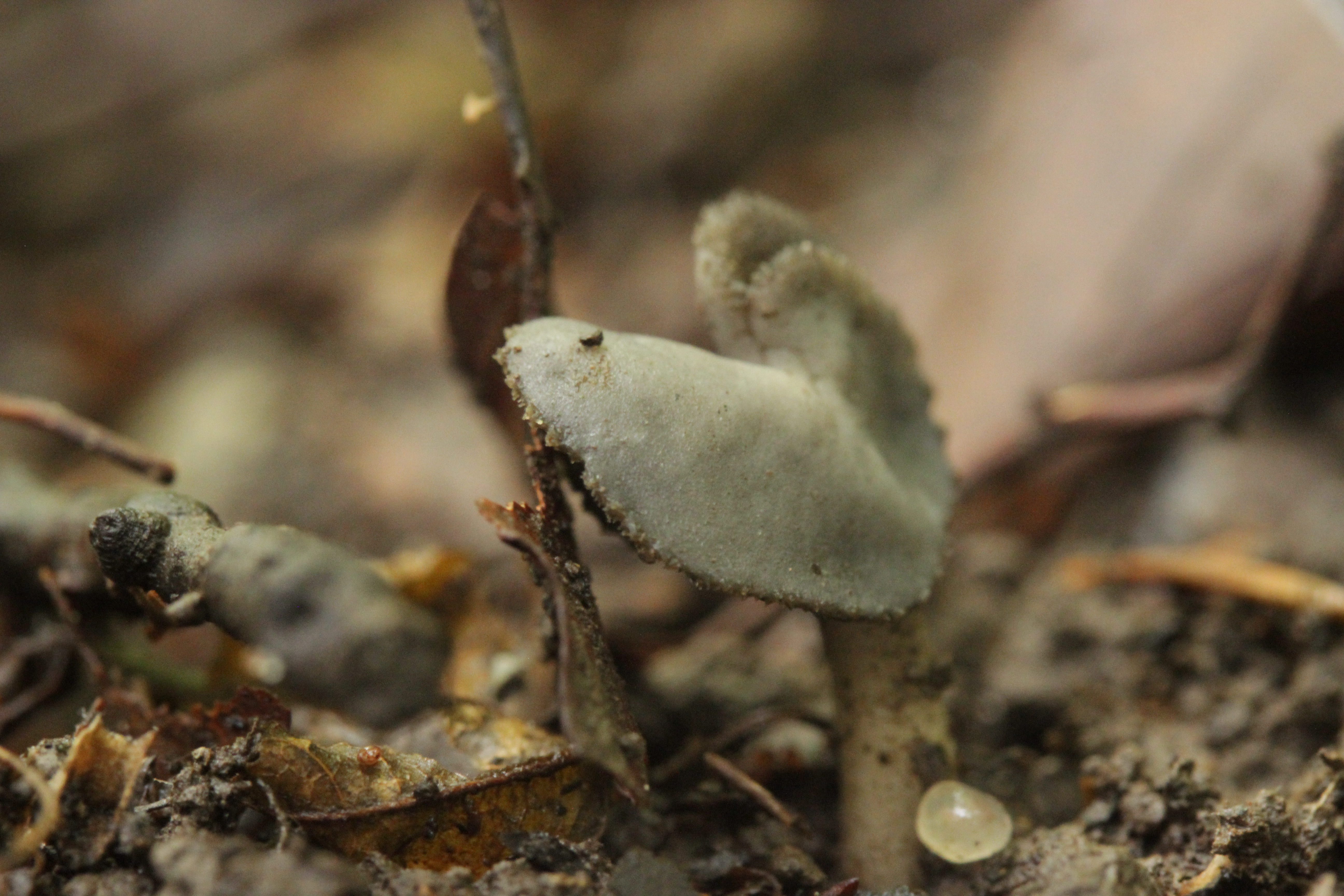
H. ephippium bătrână
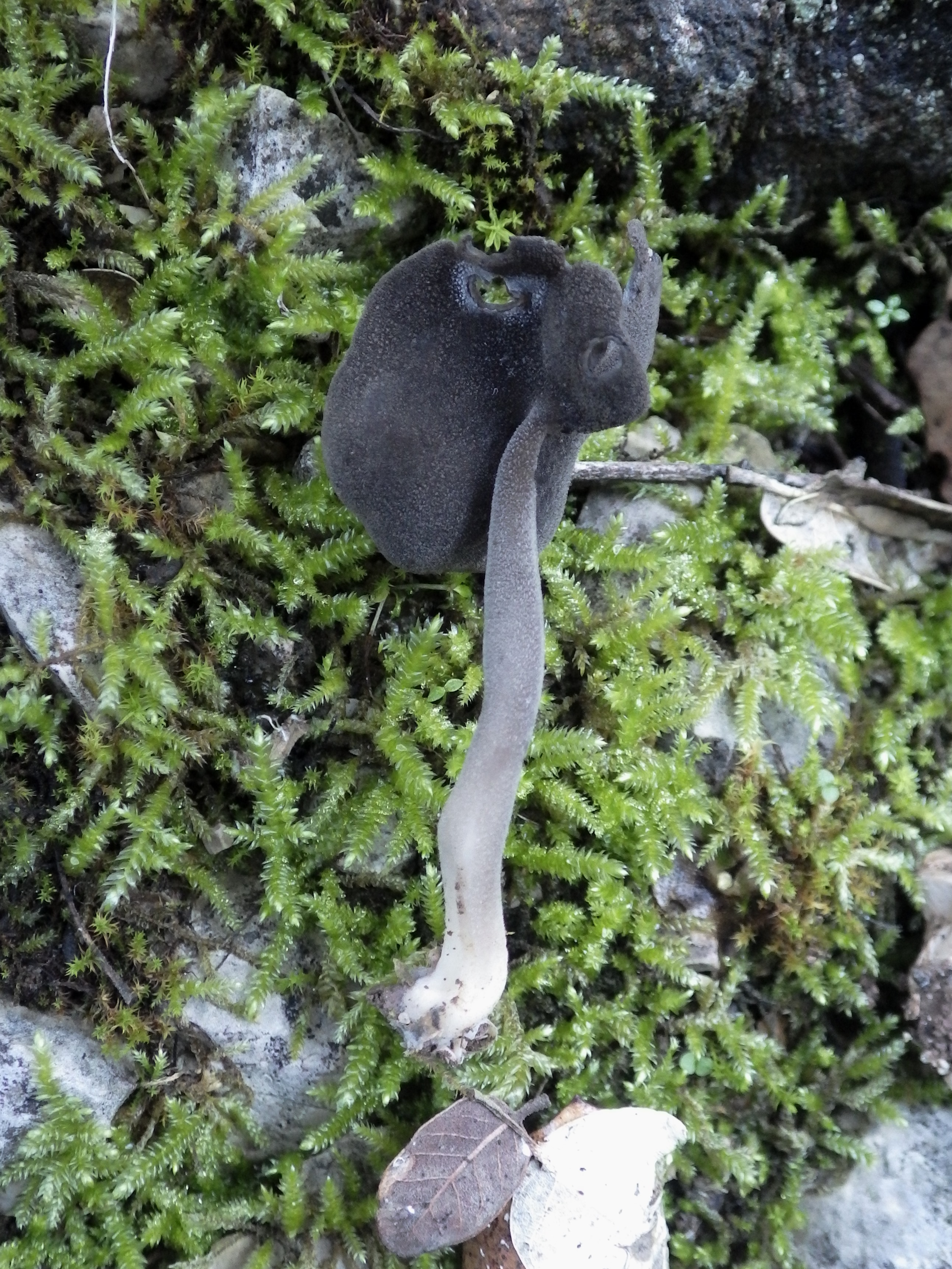
H. ephippium de colorit mai închis

## Confuzii
Helvella ephippium poate fi confundată cu specii asemănătoare, cu toate de comestibilitate restrânsă, în special cu surata ei Helvella latispora (necomestibilă),, dar de asemenea, cu Helvella albella, Helvella compressa, Helvella crispa (comestibilă), Helvella elastica sau Helvella lactea.

## Specii de ciuperci asemănătoare

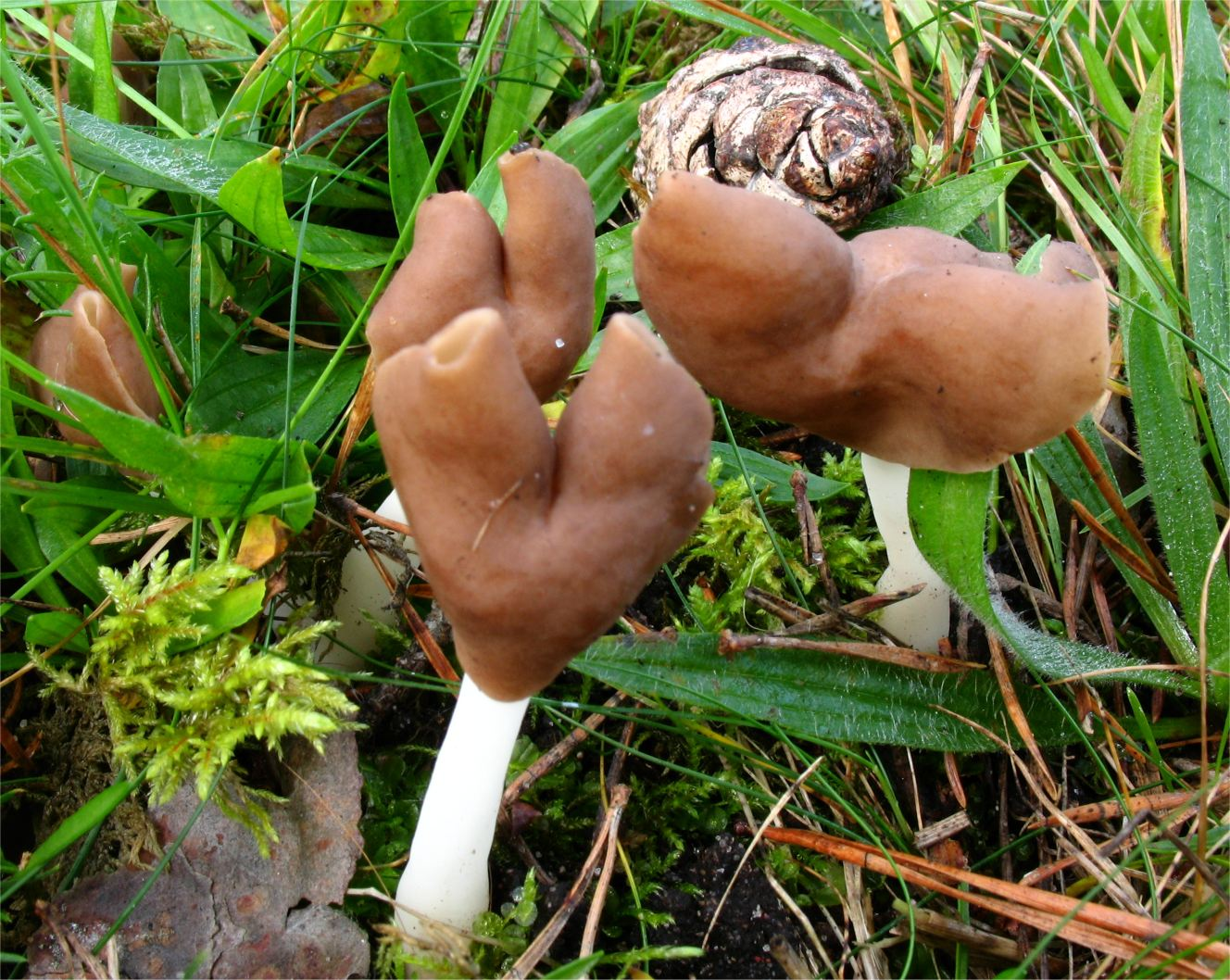
Helvella albella
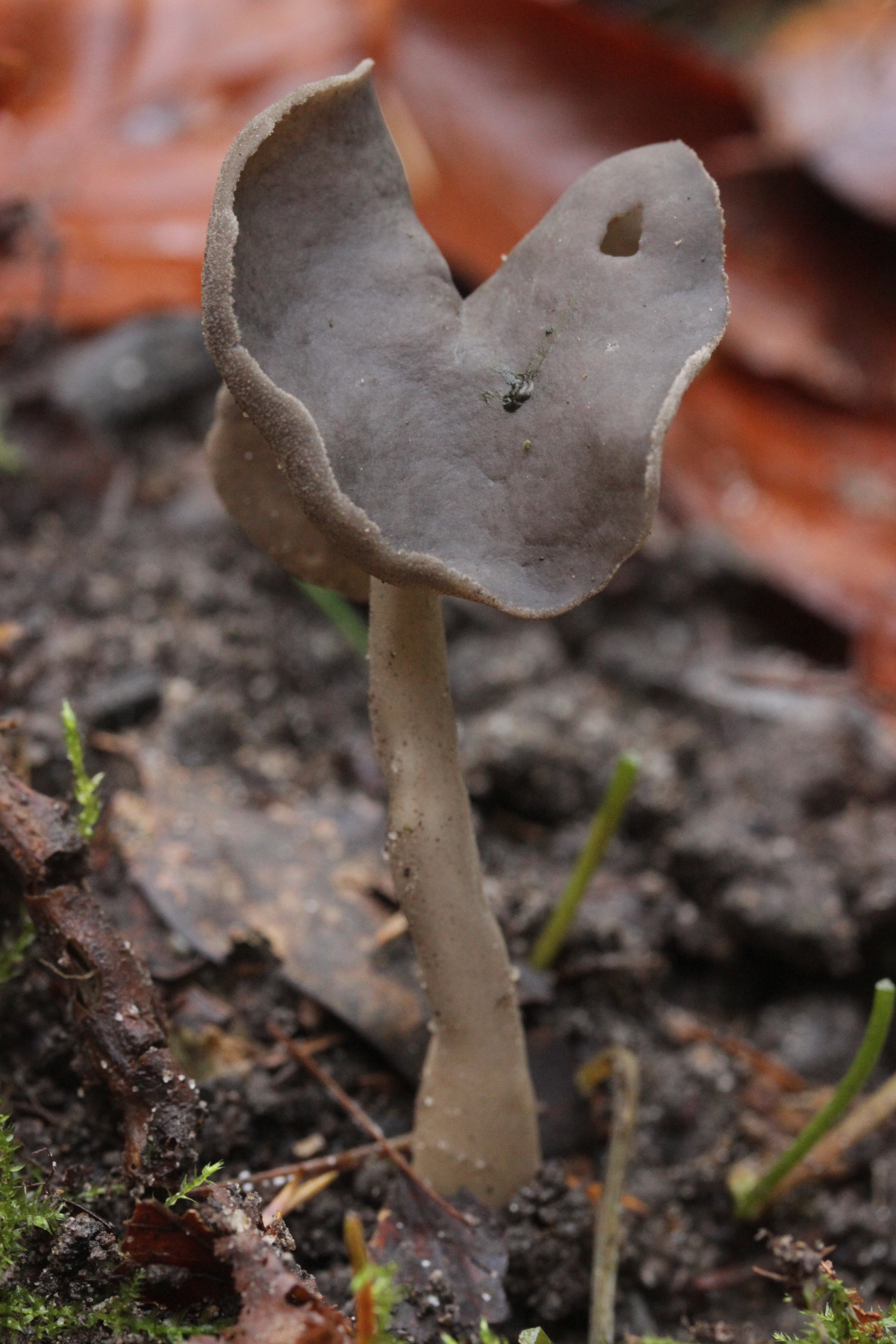
Helvella atra
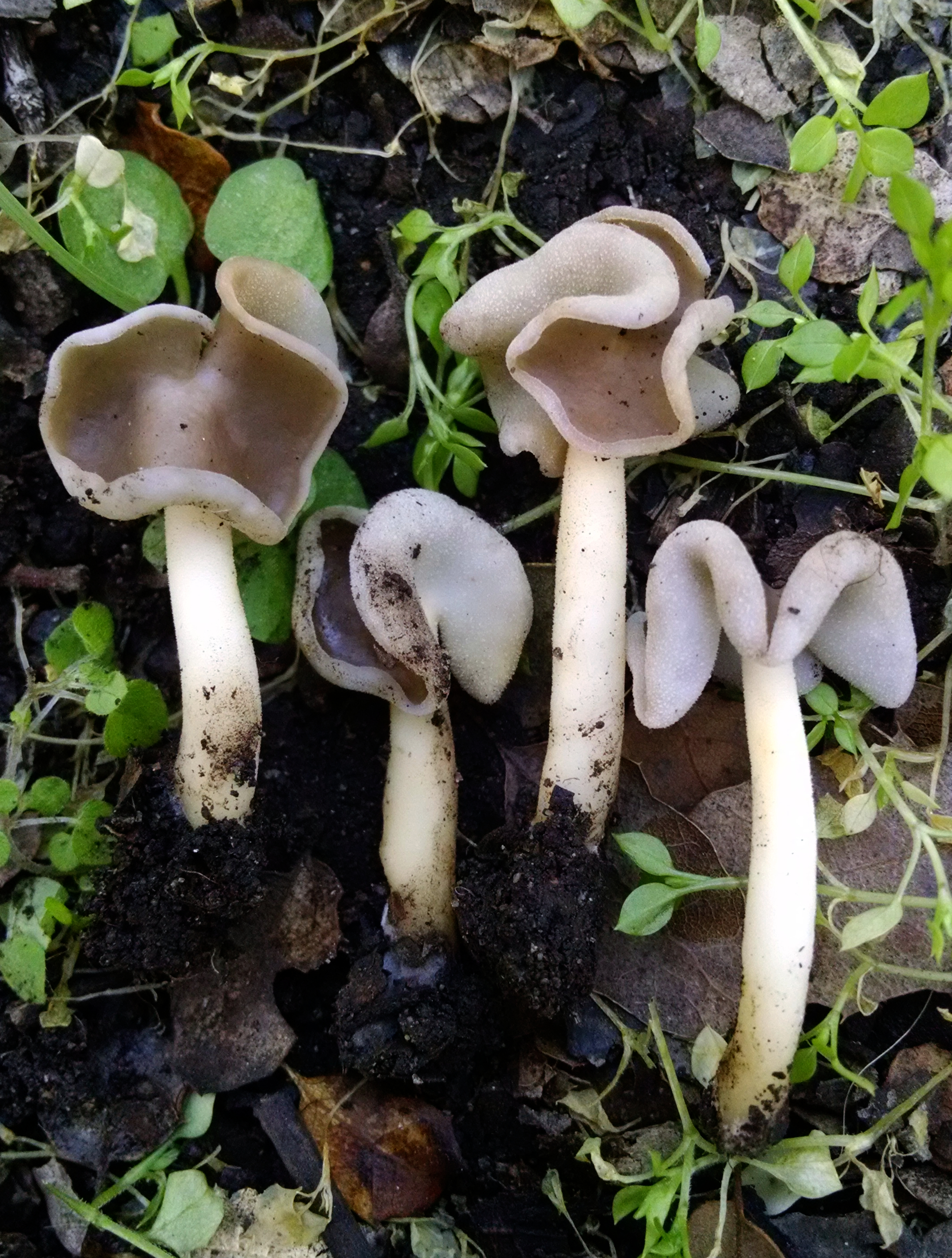
Helvella compressa

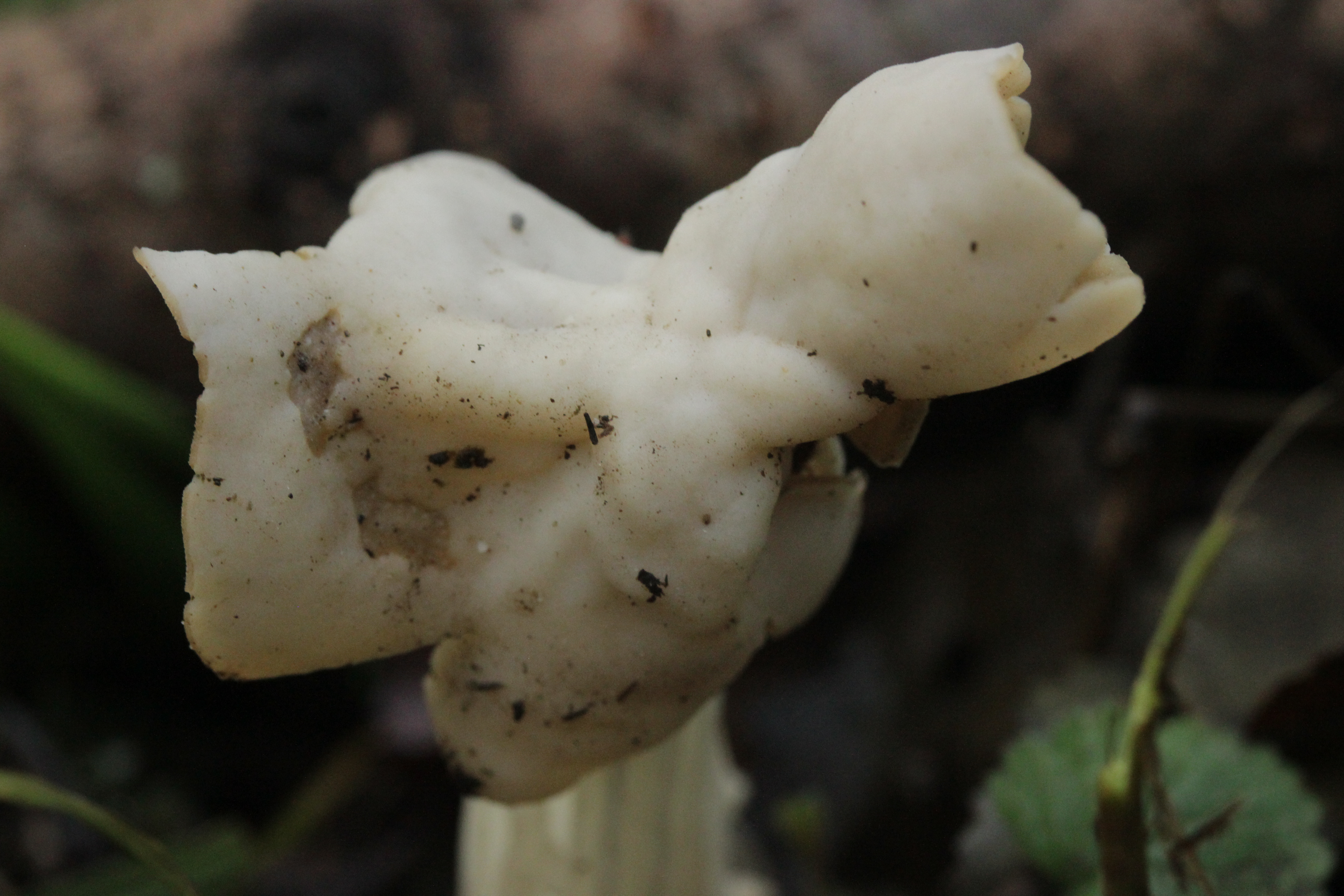
Helvella crispa
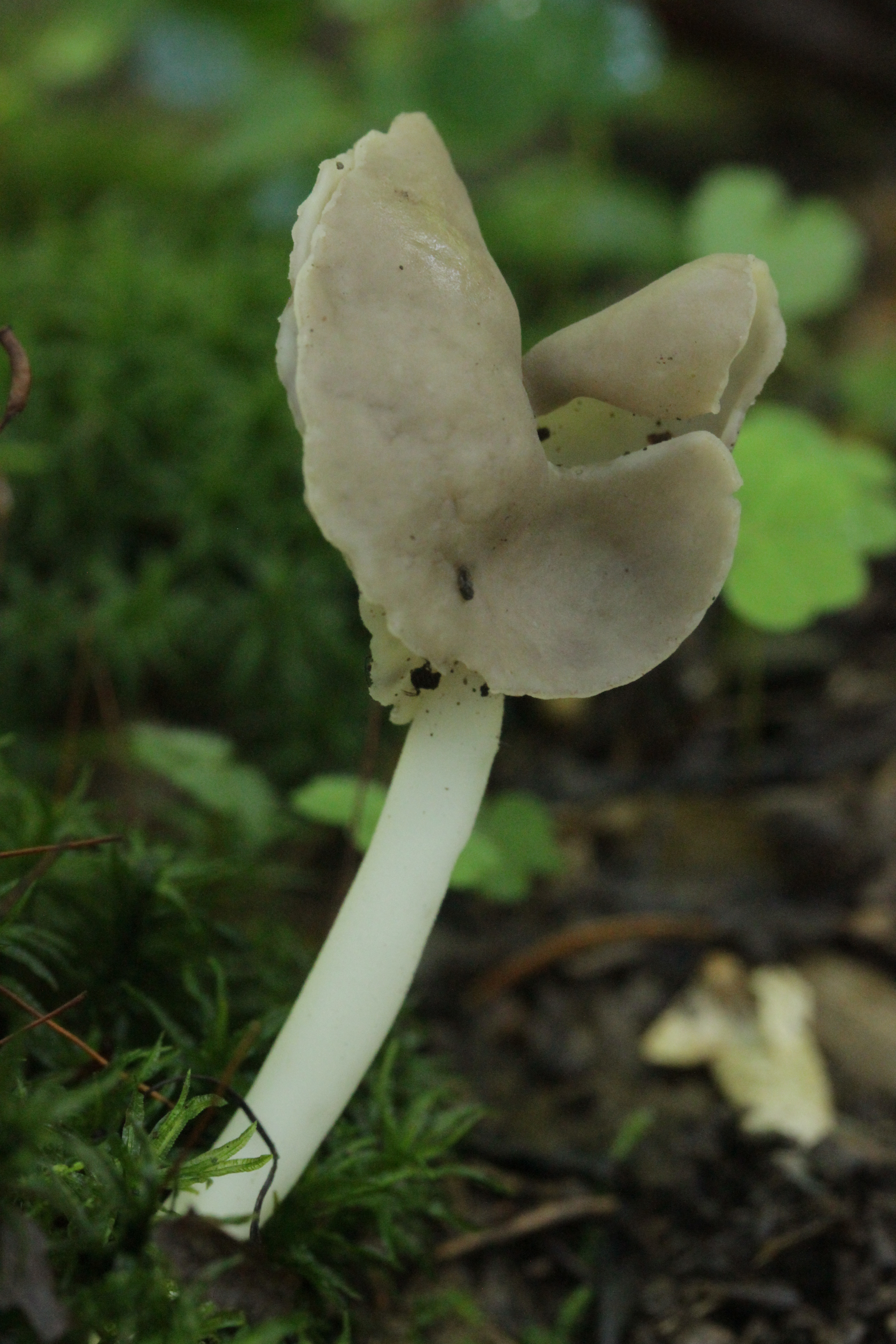
Helvella elastica
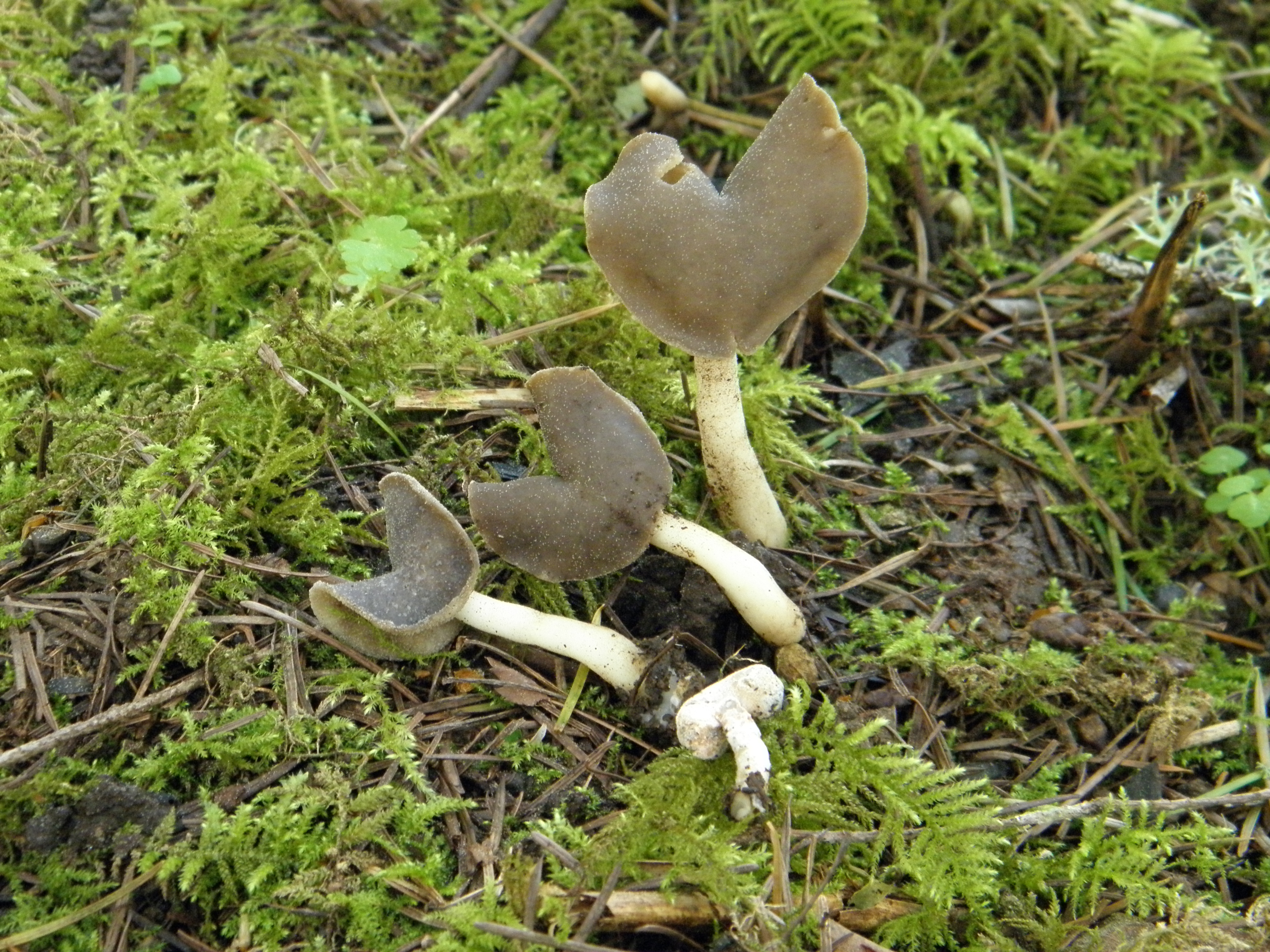
Helvella latispora

## Valorificare
Nu numai că această ciupercă conține și ea giromitrină, ci și datorită lipsei de valoare culinară, cauzată mărimi preponderent inferioare precum al aspectului general, ea este declarată în acest articol necomestibilă. Dacă totuși cineva ar dori să o mănânce, atunci ar trebui să se informeze privitor la felul de pregătire, de exemplu în articolul despre Helvella crispa.

## Bibiliografie
- Marcel Bon: “Pareys Buch der Pilze”, Editura Kosmos, Halberstadt 2012, ISBN 978-3-440-13447-4
- Bruno Cetto, vol. 1-7 (vezi sus)
- Rose Marie Dähncke: „1200 Pilze in Farbfotos”, Editura AT Verlag, Aarau 2004, p. 526, ISBN 3-8289-1619-8
- Ewald Gerhard: „Der große BLV Pilzführer“ (cu 1200 de specii descrise și 1000 fotografii), Editura BLV Buchverlag GmbH & Co. KG, ediția a 9-a, München 2018, ISBN 978-3-8354-1839-4
- Jean-Louis Lamaison & Jean-Marie Polese: „Der große Pilzatlas“, Editura Tandem Verlag GmbH, Potsdam 2012, ISBN 978-3-8427-0483-1
- J. E. și M. Lange: „BLV Bestimmungsbuch - Pilze”, Editura BLV Verlagsgesellschaft, München, Berna Viena 1977, ISBN 3-405-11568-2
- Meinhard Michael Moser: „Kleine Kryptogamenflora der Pilze – Partea II a.: „ Höhere Phycomyceten und Ascomyceten”. Partea b: „Kleine Kryptogamenflora de Helmut Gams” Editura G. Fischer, Jena 1950